# バトルフィールド1943
『バトルフィールド 1943』（Battlefield 1943, 略称：BF1943）は、エレクトロニック・アーツより発売されたファーストパーソン・シューティングゲーム（FPS）。バトルフィールドシリーズとしては『BF1942』以来の第二次世界大戦をテーマにしたFPSである。

## 概要
第二次世界大戦が舞台となっており、シリーズ第1作目の『BF1942』のリメイクという位置づけになっている。
前作『BFBC』に続いてFrostbiteを採用し、『バトルフィールドシリーズ』としては初めてのダウンロード販売専用スタイルを取り込んだ作品である。今作ではシングルプレイは用意されず、純粋なマルチプレイ専用タイトルとなっている。なお、PC版は2011年2月に発売中止が発表された。

## ゲームシステム
基本的なシステムは『BFBC』のシステムを受け継いでいるが、ここではBF1943独自のものを説明する。
自動回復・補給システム
歩兵の状態でダメージが蓄積すると画面が赤くなり限界に達すると死亡するが、一定時間ダメージを受けなければ元に戻り受けたダメージは回復する。予備弾薬は自動補給されるため自力で補給に行く必要はない。
空爆要請
特定の無線壕の中に入ると重爆撃機の3機編隊を呼び出して爆撃による支援が得られる。重爆撃機は進行方向の調整と爆弾投下のタイミングのみ操作し、前作のように自由自在に飛びまわれる訳ではない。対空砲や敵戦闘機による攻撃を受けると撃墜されてしまう。

## マップ
- ウェーク島（Wake Island）
- 珊瑚海（Coral Sea）[1]
- ガダルカナル（Guadalcanal）
- 硫黄島（Iwo Jima）

### ゲームモード
コンクエスト
シリーズの伝統的な、マップに点在する拠点を奪い合うモード。確保した拠点は自チームの復活地点として機能する。中立の拠点や敵チームの拠点は旗のポール付近に一定時間いると確保できる。拠点を全て確保して敵を全滅させるか敵チームの勢力を0にすれば勝利。勢力は拠点を一定数確保したり倒されることで減少する。
制空権モード
珊瑚海のみのゲームモード。戦闘機同士のドッグファイトで中央の島を中心に一帯の制空権を奪い合う。旗を確保することで戦力を減らすという点ではコンクエストと変わりないが、リスポーン地点は両軍とも2隻の空母のみ。また、銃撃で倒した兵士はスコアにカウントされない。また、空母には上陸用舟艇が搭載されていない。

## 兵科
以下の3種類の兵科がある。
歩兵（Infantry）
短機関銃・対戦車無反動砲・手榴弾・スパナを装備する兵科。
短機関銃は近距離戦で特に脅威となり、対戦車無反動砲は遠距離から戦車にダメージを与えられる最も効果的な対戦車兵器である。
スパナは乗り物の修理と近接戦闘が可能で、遠距離戦は苦手なものの幅広く活動することができる。
小銃兵（Rifleman）
セミオート式の小銃・小銃擲弾・手榴弾を装備する中・遠距離戦向けの兵科。
ライフルグレネードは戦車にも僅かにダメージを与えられる。また、ライフルには銃剣が取り付けられており、これを使って近接戦闘を行える。
偵察兵（Scout）
ボルトアクション式狙撃銃・拳銃・TNT爆薬を装備する兵科。
また、近接攻撃用にアメリカ海兵隊側はナイフ、日本海軍側は軍刀を装備している。TNT爆薬は強力な破壊力があり、ある程度の対戦車戦闘が可能。
ちなみに『BF1942』と違い砲撃要請用の双眼鏡は持っていない（砲撃要請システム自体が存在しないため）。

## BF1942との主な相違点
- オンラインマルチプレイの最高対戦人数が64人から24人に減少。
- Frostbiteエンジンにより建物や障害物などオブジェクトの破壊が大規模に可能となった。
- シングルプレイとゲームモードのチームデスマッチ、キャプチャー・ザ・フラッグ、コープ、オブジェクティブがなくなった。
- 中戦車・偵察車・空母・上陸用舟艇・戦闘機・爆撃機以外の乗り物および砲撃支援システムがなくなった。
- 兵科が5種類から3種類に整理された。
- 西部戦線・東部戦線・北アフリカ戦線のマップは未登場。イギリス軍・ソ連軍・カナダ軍・ドイツ軍（および拡張パックのフランス軍・イタリア軍）は登場しない。
- ファンクションキーを使った報告・要請機能がなくなった。
- MODのサポートはない。